# Ferreiros de Tendais
Ferreiros de Tendais, ou apenas Ferreiros, é uma povoação portuguesa sede da Freguesia de Ferreiros de Tendais do Município de Cinfães, freguesia com 16,37 km² de área e 540 habitantes (censo de 2021), tendo, por isso, uma densidade populacional de 33 hab./km².
Ferreiros de Tendais foi vila e sede de concelho entre 1210 e meados do século XIX. Em 1801 tinha 4 289 habitantes e 67 km². Em 1849 tinha 3 896 habitantes. Para além da vila, o concelho era constituído por 6 freguesias:
- Alhões[4]
- Bustelo[5]
- Gralheira[6]
- Oliveira do Douro[7]
- Ramires[8]
- Ermida do Douro[9]

## Demografia
A população registada nos censos foi:
| Distribuição da População por Grupos Etários | Distribuição da População por Grupos Etários | Distribuição da População por Grupos Etários | Distribuição da População por Grupos Etários | Distribuição da População por Grupos Etários |
| -------------------------------------------- | -------------------------------------------- | -------------------------------------------- | -------------------------------------------- | -------------------------------------------- |
| Ano                                          | 0-14 Anos                                    | 15-24 Anos                                   | 25-64 Anos                                   | > 65 Anos                                    |
| 2001                                         | 156                                          | 91                                           | 326                                          | 229                                          |
| 2011                                         | 90                                           | 82                                           | 306                                          | 217                                          |
| 2021                                         | 52                                           | 52                                           | 268                                          | 168                                          |

## Património
- Igreja de São Pedro de Ferreiros de Tendais
- Ponte barroca de Covelas (construída em 1762)
- Ruínas da Torre da Chã,que foi dos Cavaleiros Templários,e dos Pintos de Riba Bestança (a partir de 1312).